# Mindörökké Jackass
A Mindörökké Jackass (eredeti cím: Jackass Forever) 2022-ben bemutatott amerikai filmvígjáték, amelyet Jeff Tremaine rendezett és készített Spike Jonze és Johnny Knoxville producerekkel együtt, forgalmazója pedig a Paramount Pictures. A film a Jackass-filmsorozat negyedik része, a Jackass 3D (2010) folytatása.
A film fel nem használt felvételei a Jackass 4.5 című különálló filmben fognak megjelenni, amely 2022. május 20-án jelenik meg a Netflixen. 2022. augusztus 26-án elérhetővé vált a film szinkronosan az HBO Max-on.

## Rövid történet
11 év után a Jackass csapata visszatért egy újabb hadjáratra.

## Szereplők
- Johnny Knoxville
- Steve-O
- Chris Pontius
- Dave England
- Wee Man
- Danger Ehren
- Preston Lacy
- Sean "Poopies" McInerney
- Zach Holmes
- Jasper Dolphin
- Eric Manaka
- Rachel Wolfson

Vendégszereplők
- Compston "Dark Shark" Wilson, Jasper apja
- Nick Merlino
- David Gravette
- Aaron "Jaws" Homoki
- Natalie Palamides
- Courtney Pauroso
- Jules Sylvester
- Rob Dyrdek
- Eric André
- Francis Ngannou
- Danielle O'Toole
- P.K. Subban
- Tory Belleci
- Machine Gun Kelly
- Tyler, the Creator
- Brandon Leffler
- Michael Rooney
- Scott Handley
- Gary Leffew
- Parks Bonifay

## Jackass 4.5
A The Film Stage 2021-es interjújában Jeff Tremaine-t, a Jackass rendezőjét arról kérdezték, hogy Eric André feltűnik-e a Mindörökké Jackass-ben, miután együtt dolgoztak a Ugratások filmje című filmben. "Talán Eric is benne van. Ha nem, akkor a Jackass 4.5-ben szerepelni fog" - mondta Tremaine. 2021. június 7-én Ehren McGhehey kijelentette, hogy a Mindörökké Jackass-hez rengeteget forgattak, és végül két filmnyi anyaggal fejezték be. Azt is elmondta, hogy a Jackass 4.5 a Jackass 2.5-höz és a Jackass 3.5-höz hasonlóan kulisszák mögötti, fel nem használt felvételekből, kivágásokból és a stábtagokkal készített interjúkból áll majd. 2021. július 31-én Chris Pontius kijelentette, hogy a Jackass 4.5 a Netflixen fog megjelenni. Johnny Knoxville producer és főszereplő megerősítette, hogy ez valóban igaz. Preston Lacy és Steve-O elmondta, hogy a film 2024-ig lesz elérhető a Netflixen, utána pedig kizárólag a Paramount+-ra kerül át. 2022. május 20.-án jelenik meg.

## Jövő
2022. május 3-án a Mindörökké Jackass sikerének köszönhetően bejelentették egy új Jackass-sorozat megjelenését. Az új sorozatot a Paramount+ fogja sugározni.